# 이상지성
《이상지성》(理想之城)은 2021년 방송되었던 중국의 드라마이다.

## 줄거리
- 남성 위주의 중국 건축 업계에서 건축견적사로 일하는 쑤샤오의 성장 스토리. 그녀의 커리어가 정점에 달했을 때, 샤밍과 사랑에 빠지지만, 예기치 못한 사건으로 인해 커리어와 연애가 모두 위기에 빠진다. 하지만 아버지의 격려에 힘입어 자신감을 되찾고, 자신의 커리어를 위해 다시 싸우기로 하는데

## 등장 인물
- 쑨리 - 쑤샤오 역
- 자오유팅 - 하명 역
- 우화위 (于和伟) - 조현곤 역
- 진명호 (陈明昊) - 왕양 역
- 양차오웨 - 두견 역
- 류이창 - 하종용 역
- 고협 (高叶) - 오홍매 역
- 장옌 - 허야오 역
- 이전영 (李传缨) - 황예림 역
- 장주 (张澍) - 마려아 역
- 전의 (钱漪) - 진사민 역